# Santa Casa de Misericórdia de Juiz de Fora
A Santa Casa de Misericórdia de Juiz de Fora é uma instituição privada de caráter filantrópico, considerado hospital de referência na região da Zona da Mata Mineira, e a terceira instituição mais antiga de Juiz de Fora, só ficando atrás da fundação da Vila de Santo Antônio do Paraibuna, em 1850, e da instalação da Câmara Municipal, em 1853.

## Historia
A Santa Casa de Misericórdia de Juiz de Fora foi fundada em 6 de agosto de 1854 pelo Barão da Bertioga, José Antônio da Silva Pinto, e por sua esposa, a Baronesa Maria José Miquelina da Silva.
Entre 1832 e 1840, o Barão da Bertioga veio residir em Juiz de Fora. Rico, piedoso e sem filhos, ele comprou um terreno perto de sua residência e, em 1854, fundou ali a Santa Casa.
O Barão da Bertioga faleceu em 5 de maio de 1870 e a Baronesa, em 4 de agosto de 1863. O túmulo dos dois encontra-se no pátio interno da Capela de Nosso Senhor dos Passos, ao lado do atual prédio do hospital, junto aos túmulos de João Nogueira Penido Filho (28/01/1862 – 22/06/1945) e Maria Carolina de Assis Penido (25/06/1865 – 04/1946), que financiaram a construção do atual prédio onde funciona o hospital.
Com a morte do Barão, a Santa Casa passou a enfrentar uma grave crise econômica, chegando até a fechar suas portas, mas foi reaberta logo em seguida.
As obras do segundo prédio da Santa Casa foram concluídas em 2 de junho de 1898 sob a coordenação de Braz Bernardino, e a superintendência do hospital foi entregue à Irmã Beata, da Congregação de Santa Catarina.
Em 1902, foi construído um pavilhão de isolamento anexo ao hospital, pela empresa Pantaleone Arcuri & Spinelli, com três salas espaçosas, cuja inauguração foi no dia 15 de agosto.
Em julho de 1942, na gestão do Provedor Alberto Andrés, foram assinados os desenhos originais do atual prédio da Santa Casa e, em 28 de janeiro de 1948, foi lançada a pedra fundamental. A data foi escolhida por ser o dia de nascimento de João Nogueira Penido Filho que tanto colaborou para a construção. Como a obra seria realizada com o auxílio de doações, os construtores usaram um engenhoso estratagema para que ela fosse terminada no menor tempo possível. Em vez de usarem o dinheiro arrecadado para fazerem andar por andar, eles optaram por levantar o esqueleto do edifício de uma vez e só depois terminarem os andares. Desta forma, a obra teria mais chances de não parar, como realmente aconteceu.
Em 1949, o Provedor Alberto Andrés firmou um convênio com a Escola de Enfermagem Hermantina Beraldo - tradicional na cidade naquele tempo , para que as alunas pudessem praticar no hospital.
O cirurgião Dr. João Ribeiro Villaça foi Diretor Clínico do hospital de 1936 a 1961 e treinou um Corpo Clínico de excelente técnica e grande responsabilidade profissional e social.
Hoje, a Santa Casa é uma entidade sólida, estruturada e em constante expansão, tendo tornado-se o maior hospital da Zona da Mata.

### Histórico
- 6 de agosto de 1854: é fundada a Santa Casa de Misericórdia de Juiz de Fora por iniciativa de José Antônio da Silva Pinto, o Barão da Bertioga, e de sua esposa, D. Maria Miquelina da Silva.
- 6 de maio de 1870: após a morte do Barão de Bertioga, a Santa Casa enfrenta grave crise, chegando a fechar suas portas, mas é reaberta logo em seguida.
- Maio de 1897: a Irmandade de Nosso Senhor dos Passos é reorganizada pela Mesa Administrativa como entidade filantrópica com a finalidade de prestar socorros médico e cirúrgico e conservar a Capela de Nosso Senhor dos Passos. Na última década do século XIX, aqui se reuniram as Irmãs de Santa Catarina. O Dr. Braz Bernardino Loureiro Tavares, que assumiu a Provedoria da Santa Casa em 1897, o Dr. Hermenegildo Villaça e o Dr. Edgard Quinet tornaram-se verdadeiros baluartes da instituição. Devido a seus esforços, o hospital desenvolveu-se enormemente.
- 11 de janeiro de 1898: chegam à cidade as três Irmãs de Santa Catarina, contratadas para a administração interna da Santa Casa.
- 2 de junho de 1898: concluídas as obras do prédio da Santa Casa. A superintendência do hospital é entregue à Irmã Beata.
- 1901: o Dr. Hermenegildo Villaça é nomeado cirurgião, tendo a Santa Casa realizado, neste ano, 188 operações.
- 1902: é construído um pavilhão de isolamento, anexo ao hospital e dotado de três salas espaçosas, construído pela empresa Pantaleone Arcuri & Spinelli e inaugurado em 15 de agosto.
- 1903: o jardim na frente do hospital é construído, seguindo planta do engenheiro João Lustosa.
- 8 de dezembro de 1903: a Capela Senhor dos Passos passa pela primeira reforma, feita por Henrique Surerus & Irmãos. A capela e o jardim são entregues à população em 8 de dezembro de 1903.

- 1911: existiam já mais quatro pavilhões para os serviços da Santa Casa e foi construída uma nova sala de operações.
- 1913: construída uma enfermaria atrás da capela, já que o número de enfermos recebidos havia duplicado. Com o passar dos anos e devido à ampliação dos serviços, houve necessidade de construir um novo edifício.
- Julho em 1942: foram assinados os desenhos originais do que viria a ser a nova Santa Casa.
- 28 de janeiro de 1948: com o auxílio de doações empresariais e pessoais, a pedra da fundamental do novo prédio do hospital é lançada na gestão do Provedor Alberto Andrés.
- 1949: o Provedor Alberto Andrés firma convênio com a Escola de Enfermagem Hermantina Beraldo para a prática das alunas no hospital, criando o curso para Auxiliares de Enfermagem.
- 1952: instala-se o Curso de Auxiliar de Enfermagem D. Olívia Villaça, e tem início a transferência dos doentes para o prédio novo do hospital, ainda que em acomodações provisórias. Com as obras em andamento, são inauguradas as salas de cirurgia e instaladas caldeiras, elevadores, esterilizadores, lavanderia, redes de oxigênio, águas pluviais e de esgoto, além de aparelhagem para radioterapia superficial e profunda.
- 19 de maio de 1960: a Santa Casa é declarada de Utilidade Pública pelo presidente da República, Juscelino Kubitscheck de Oliveira. Prosseguem as obras.
- 24 de abril de 1968: o hospital encontra-se totalmente pronto e em integral funcionamento.
- Em 2 de janeiro de 1998: a Santa Casa consolida-se como o maior complexo hospitalar da cidade e região. Além de já contar com um Plano de Saúde Complementar - o Plasc - que proporciona aos seus colaboradores o acesso a todos os serviços médico-hospitalares oferecidos pelo hospital, no dia 31 de dezembro de 1997, a Santa Casa comprou o hospital Cotrel, que passou a se chamar Unidade Hospitalar São Lucas-Cotrel, e o Sameds - Serviço de Assistência Médica. O contrato de compra do Cotrel chegou ao fim no dia 29 do novembro de 2000.
- 2009: a Santa Casa de Misericórdia de Juiz de Fora é hoje uma entidade sólida, estruturada, com as contas equilibradas, o que permite grande eficiência, conforto e segurança no atendimento aos pacientes. Além disso, é o único hospital na cidade a conquistar o título Hospital Amigo da Criança.

## Socorro a Jair Bolsonaro
Jair Bolsonaro foi esfaqueado enquanto era carregado nos ombros por simpatizantes, em um evento de campanha na rua Halfeld, uma das mais importantes da região central da cidade mineira de Juiz de Fora. Foi ferido no abdome, sofrendo uma lesão em uma importante veia abdominal, o que causou uma grave hemorragia. O deputado federal foi levado prontamente à Santa Casa de Misericórdia de Juiz de Fora, dando entrada na emergência por volta de 15h40min, com uma lesão por material perfurocortante no abdome. O candidato foi submetido a uma laparotomia exploratória.
O alto grau de complexidade da cirurgia à qual Bolsonaro foi submetido o impossibilitou de continuar sua campanha nas eleições de 2018 da forma tradicional, por conta do tempo mínimo de um a dois meses de recuperação. Logo após a cirurgia, o senador Magno Malta gravou um vídeo de Bolsonaro, no leito do hospital. Bolsonaro disse que havia sentido apenas uma pancada, mas, depois que percebeu o que havia ocorrido, "a dor era insuportável". Ele também disse que se "preparava para um momento como esse, porque você corre riscos". O candidato questionou: "Como que o ser humano é tão mau assim? Eu nunca fiz mal a ninguém".
De acordo com os médicos da Santa Casa de Juiz de Fora, Bolsonaro perdeu de quarenta a cinquenta por cento do sangue do corpo. “Um homem adulto como ele tem entre cinco e cinco litros e meio", disseram. Ele precisou de quatro bolsas de sangue durante a transfusão. De acordo com a médica e diretora do hospital, por questão de centímetros, Bolsonaro não foi golpeado em “uma região com muitos vasos mais calibrosos”. O ataque lesionou a veia mesentérica superior, além do intestino grosso e delgado.
Ainda no dia 7 de setembro, Bolsonaro foi transferido para o Hospital Albert Einstein, por volta das 8h20min.